# Fuji Television

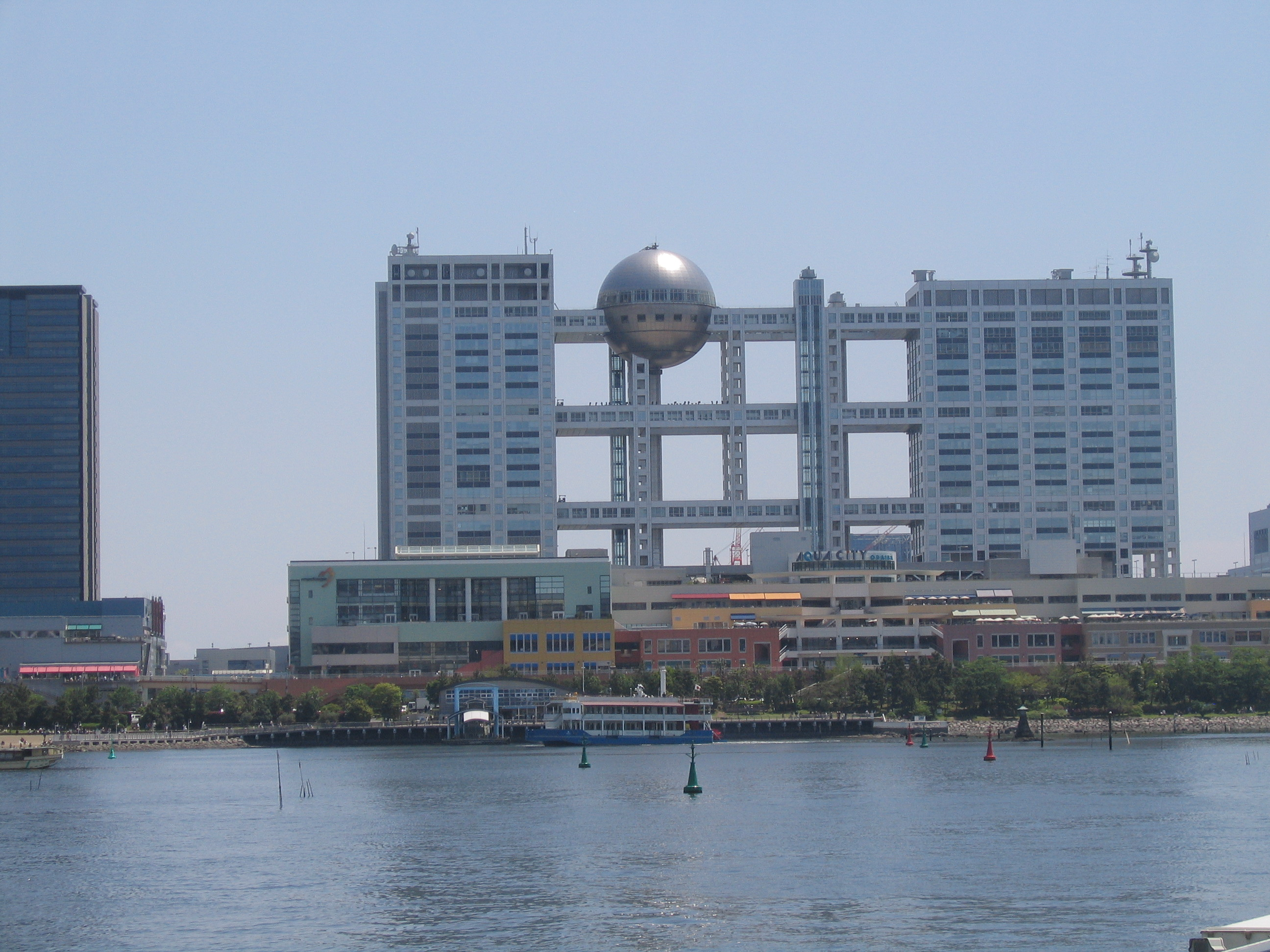
La sede di Fuji TV ad Odaiba è nota per la sua bizzarra architettura, opera di Kenzō Tange. L'edificio appare anche nel noto anime Digimon trasmesso dalla stessa emittente.

La Società Fuji Television (株式会社フジテレビジョン?, Kabushiki-gaisha Fuji Terebijon, nome internazionale: Fuji Television Network, Inc.), abbreviata spesso in Fuji TV, è un'emittente televisiva giapponese privata.

## Storia
Fuji TV è stata fondata il 18 novembre 1957, ed ha iniziato le trasmissioni il 1º marzo 1959; nel giugno dello stesso anno Fuji TV si allea con Tokai TV, Kansai TV e Kyushu Asahi Broadcasting. Nell'ottobre del 1966 viene creata la FNN (Fuji News Network), una rete di scambio di news fra le maggiori agenzie d'informazioni locali che ancora oggi gestisce i telegiornali di Fuji TV. Il 1º aprile 1986, Fuji TV cambia il proprio logo dal vecchio "Channel 8" all'attuale "Medama" (un occhio con la pupilla rossa, personaggio dell'iconico anime Kitaro dei cimiteri). Il 10 marzo 1997 il canale sposta il suo quartier generale da Shinjuku, uno dei quartieri speciali di Tokyo, all'isola artificiale di Odaiba; la nuova sede, progettata dall'architetto giapponese Kenzō Tange, è un riconoscibile edificio formato da una gabbia in cemento armato in cui si inserisce un'enorme sfera metallica in precario equilibrio. Il 1º ottobre del 2008 la società cambia nome in Fuji Media Holdings, Inc. (株式会社フジ・メディア・ホールディングス?, Kabushiki Gaisha Fuji Media Hōrudingusu): si occupa ora, infatti, anche di media collegati alla televisione (per esempio pubblica i DVD con le raccolte dei propri cartoni animati o telefilm); contemporaneamente viene fondata la branca dedicata esclusivamente al servizio televisivo, che recupera il nome di Fuji Television Network, Inc., e in seguito nascerà il network FNN (Fuji News Network).
Oltre al canale terrestre in chiaro e al network FNN, Fuji TV gestisce tre canali satellitari a pagamento: Fuji TV 721 (intrattenimento), Fuji TV 739 (sport) e Fuji TV CSHD, un canale sperimentale ad alta definizione.
Dal 1987 al 2009 Fuji TV ha sponsorizzato il Gran Premio del Giappone di Formula 1, e ha trasmesso per il Giappone le intere stagioni.
Il canale ha uffici di rappresentanza a Roma (Fuji Television Rome Office).
Attualmente è possibile visionare il canale anche attraverso KeyHoleTV.

## Programmi
Segue una selezione dei più famosi programmi in onda su Fuji Television attualmente ed in passato.

### Anime
- 01/01/1963~31/12/1966 - Astro Boy
- 31/05/1965~4/11/1965 - Kaitō Pride
- 06/10/1965~28/09/1966 - Kimba, il leone bianco
- 03/01/1968~20/03/2008 - Kitaro dei cimiteri
- 05/10/1969~in corso - Sazae-san
- 04/04/1974~08/05/1975 - Getter Robot
- 08/09/1974~28/09/1975 - Grande Mazinga
- 05/10/1975~27/02/1977 - UFO Robot Goldrake
- 01/01/1977~27/01/1979 - Yattaman
- 14/09/1978~09/04/1981 - Galaxy Express 999
- 07/01/1979~30/12/1979 - Anna dai capelli rossi
- 09/01/1980~09/07/1980 - L'uccellino azzurro
- 08/04/1981~19/02/1986 - Dr. Slump & Arale
- 14/10/1981~19/03/1986 - Lamù
- 08/05/1982~26/03/1983 - C'era una volta... Pollon
- 04/10/1984~18/02/1988 - Ken il guerriero
- 24/03/1985~22/03/1987 - Touch
- 26/02/1986~in corso - Dragon Ball e sequel
- 26/03/1986~02/03/1988 - Cara dolce Kyoko
- 15/04/1989~25/09/1992 - Ranma ½
- 07/01/1990~27/09/1992 - Chibi Maruko-chan
- 10/10/1992~07/01/1995 - Yu degli spettri
- 10/01/1996~08/09/1998 - Kenshin Samurai vagabondo
- 07/03/1999~26/03/2000 - Digimon Adventure e sequel
- 02/04/1999~14/04/2000 - ∀ Gundam
- 30/06/1999~24/09/2000 - Great Teacher Onizuka
- 16/10/1999~31/03/2001 - Hunter × Hunter
- 20/10/1999~in corso - One Piece
- 10/10/2001~16/01/2002 - Hellsing
- 06/01/2003~29/06/2003 - Wolf's Rain
- 06/04/2003~26/03/2006 - Zatch Bell!
- 26/08/2003~18/11/2003 - Full Metal Panic? Fumoffu
- 24/11/2003~10/06/2004 - Chrono Crusade
- 12/04/2004~26/06/2004 - Gantz
- 26/11/2005~11/03/2006 - Majokko Tsukune-chan
- 11/01/2007~28/06/2007 - Nodame Cantabile
- 05/04/2009~28/06/2015 - Dragon Ball Kai
- 09/04/2009~16/06/2009 - Higashi no Eden
- 03/04/2011~30/03/2014 - Toriko
- 09/01/2015~25/03/2016 - Assassination Classroom

Altri anime vengono trasmessi sempre su Fuji TV, ma nel suo contenitore noitaminA.

### Cucina
- 1993~1999, uno special nel 2001 - Iron Chef

### Informazione
La sigla FNN sta per "Fuji News Network", ed oltre al network che copre la nazione identifica i telegiornali di Fuji television.
- 10 1984~03/1997 - FNN Super Time (FNNスーパータイム?); telegiornale del pomeriggio
  - 04/1998~in corso - FNN Super News (FNNスーパーニュース?); telegiornale del pomeriggio
- 10/1987~03/1990 - FNN DATE LINE (FNNデイトライン?); telegiornale della notte
  - 04/1994~in corso - News Japan (ニュースJAPAN?); telegiornale della notte
- 10/1987~in corso - FNN Speak (FNNスピーク?); telegiornale prima di mezzogiorno
- 04/1994~in corso - Mezamashi TV (めざましテレビ?); attualità del mattino presto
- 04/1999~in corso - Tokudane! (情報プレゼンター とくダネ!?); attualità del mattino
- Kids News; telegiornale settimanale per bambini

### Reality show
- 11/10/1999~in corso - Ainori (あいのり?); programma in cui sette ragazzi e sette ragazze girano il mondo su un pulmino rosa con lo scopo di formare delle coppie
- 04/2008~in corso - Vs Arashi
- 02/09/2015~27/09/2016 - Terrace House: Boys & Girls in the City (テラスハウス ボーイズ＆ガールズ イン・ザ・シティ)

### Sport
- Sport (すぽると!?)
- BASEBALL SPECIAL 2025 Yakyudo (BASEBALL SPECIAL 2025～野球道～?  Baseball games of the Yomiuri Giants and the Tokyo Yakult Swallows)
- Formula One World Championship (1987, ancora ha i diritti, FNS and CS (SKY PerfecTV!) Fuji TV 721)
  - essa sponsorizza il Gran Premio del Giappone-
- Coppa del mondo di pallavolo
- Horse Racing Live (みんなのケイバ?)
- PRIDE Fighting Championships (Arti marziali miste dalla PRIDE. Il contratto è terminato il 5 giugno[di quale anno?] a causa di scandali con la Yakuza)
- World Judo Championships
- International Chiba Ekiden
- World Figure Skating Championships
- Fujisankei Classic
- K-1 (eventi di kickboxing. Principalmente il K-1 World Grand Prix e possibilmente alcuni show K-1 MAX)
- World Victory Road (Arti marziali miste)[1]

### Dorama
- Long Vacation (ロングバケーション?) (1996)
- Furuhata Ninzaburō (古畑任三郎?)
- With Love (serie televisiva) (WITH LOVE?) (1999)
- HERO (HERO?) (2001)
- Shiroi Kyotō (白い巨塔?) (2003-2004)
- Water Boys (ウォーターボーイズ?) (2003)
- Dr. Coto Shinryojo (Dr.コトー診療所?) (2003, 2004)
- Water Boys 2 (2004)
- Engine (serie televisiva) (2005)
- Ganbatte Ikimasshoi (2005)
- Densha Otoko (serie televisiva) (電車男?, Densha Otoko) (2005)
- Umizaru (海猿?) (2005)
- Oniyome Nikki (鬼嫁日記?) (2005)
- Ichi rittoru no namida (1リットルの涙?) (2005)
- Kiken na aneki (2005)
- Sayuki (serie televisiva) (2006)
- Team Medical Dragon (2006)
- Attention Please (serie televisiva) (アテンションプリーズ?) (2006)
- Dance Drill (2006)
- Suppli (2006)
- Kekkon Dekinai Otoko (結婚できない男?) (2006)
- Boku no Aruku Michi (2006)
- Nodame Cantabile (のだめカンタービレ?) (2006)
- Tokyo Tower (serie televisiva)
- Himitsu no Hanazono
- Hanayome to papa
- Watashitachi no kyōkasho
- Liar Game
- Proposal Daisakusen (プロポーズ大作戦?) (2007)
- Life (ライフ?) (2007)
- Hanazakari No Kimitachi He Ikemen♂Paradise (花ざかりの君たちへ イケメン♂パラダイス?) (2007)
- Yama Onna Kabe Onna
- First Kiss
- Galileo (serie televisiva)
- Hachimitsu to clover
- Shikaotoko Aoniyoshi (鹿男あをによし?) (2008)
- Bara no nai Hanaya (薔薇のない花屋?) (2008)
- Zettai Kareshi (絶対彼氏。?) (2008)
- Last Friends (ラスト・フレンズ?) (2008)
- Change (serie televisiva) (チェンジ?) (2008)
- Code Blue (2008-10)
- Shibatora
- Team Batista no Eiko
- Taiyou To Umi No Kyoushitsu (太陽と海の教室?) (2008)
- Innocent Love (イノセント・ラヴ?) (2008)
- Akai Ito
- Voice (serie televisiva 2009)  (ヴォイス?) (2009)
- Konkatsu! (婚カツ!?) (2009)
- Boss (serie televisiva 2009) (2009)
- Buzzer Beat (2009)
- Tokyo Dogs (東京DOGS?) (2009)
- Natsu no koi wa nijiiro ni kagayaku (2010)
- Taisetsu na koto wa subete kimi ga oshiete kureta
- Hanazakari no kimitachi e (2011)
- Kasa wo Motanai Aritachi wa (2016)

### Tokusatsu
- 05/12/1971~26/11/1972 - Mirrorman
- 07/05/1979~24/12/1979 - Megaloman
- 10/1981~10/1993 - Toei Fushigi Comedy Series; programma contenitore di vari tokusatsu prodotti dalla Toei

### Varietà
- IQ Sapuri (脳内エステ IQサプリ?)
- Toribia No Izumi
- The Gaman
- Flyer TV
- Zuiikin' English
- Waratte iitomo! (森田一義アワー 笑っていいとも!?)
- Hey! Hey! Hey! Music Champ
- FNS Music Festival
- The Gaman